# Meridiano 6 este
El meridiano 6 este de Greenwich es una línea de longitud que se extiende desde el Polo Norte atravesando el Océano Ártico, Europa, África, el Océano Atlántico, el Océano Antártico y la Antártida hasta el Polo Sur.
El meridiano 6 este forma un gran círculo con el meridiano 174 este.
Comenzando en el Polo Norte y dirigiéndose hacia el Polo Sur, el meridiano atraviesa:
| Coordinadas                   | País, territorio o mar | Notas |
| ----------------------------- | ---------------------- | --- |
| 90°0′N 6°0′E / 90.000, 6.000  | Océano Ártico          | |
| 81°19′N 6°0′E / 81.317, 6.000 | Océano Atlántico       | |
| 62°29′N 6°0′E / 62.483, 6.000 | Noruega                | Entra por Godøya en Møre og Romsdal. Sale por el sur por Eigersund en Rogaland.                                                 |
| 58°25′N 6°0′E / 58.417, 6.000 | Mar del Norte          | |
| 53°24′N 6°0′E / 53.400, 6.000 | Países Bajos           | |
| 51°50′N 6°0′E / 51.833, 6.000 | Alemania               | Durante 10km |
| 51°44′N 6°0′E / 51.733, 6.000 | Países Bajos           | |
| 51°5′N 6°0′E / 51.083, 6.000  | Alemania               | Durante 11 km |
| 50°59′N 6°0′E / 50.983, 6.000 | Países Bajos           | |
| 50°48′N 6°0′E / 50.800, 6.000 | Alemania               | Durante 2 km |
| 50°47′N 6°0′E / 50.783, 6.000 | Países Bajos           | Durante 4 km |
| 50°45′N 6°0′E / 50.750, 6.000 | Bélgica                | |
| 50°11′N 6°0′E / 50.183, 6.000 | Luxemburgo             | |
| 49°27′N 6°0′E / 49.450, 6.000 | Francia                | |
| 46°14′N 6°0′E / 46.233, 6.000 | Suiza                  | Durante, justo al oeste de Ginebra                                                                                              |
| 46°9′N 6°0′E / 46.150, 6.000  | Francia                | |
| 43°6′N 6°0′E / 43.100, 6.000  | Mar Mediterráneo       | |
| 36°51′N 6°0′E / 36.850, 6.000 | Argelia                | |
| 19°36′N 6°0′E / 19.600, 6.000 | Níger                  | |
| 13°42′N 6°0′E / 13.700, 6.000 | Nigeria                | |
| 4°19′N 6°0′E / 4.317, 6.000   | Océano Atlántico       | Pasa justo al oeste de la Isla de Santo Tomé, Santo Tomé y Príncipe Pasa justo al este de la isla de Annobón, Guinea Ecuatorial |
| 60°0′S 6°0′E / -60.000, 6.000 | Océano Antártico       | |
| 70°1′S 6°0′E / -70.017, 6.000 | Antártida              | Tierra de la Reina Maud, reclamado por Noruega                                                                                  |